# ستيغ شولين
ستيغ شولين (بالسويدية: Stig Sjölin)‏ (21 ديسمبر 1928 – 9 يناير 1995) هو ملاكم سويدي راحل، مثّل بلاده في الألعاب الأولمبية الصيفية 1952 وحقق الميدالية البرونزية في فئة الوزن المتوسط.

## روابط خارجية
ستيغ شولين على موقع أوليمبيديا (الإنجليزية)
- ستيغ شولين على موقع اللجنة الأولمبية السويدية (السويدية)